# 鈴木理恵子 (ヴァイオリニスト)
鈴木 理恵子（すずき りえこ）は、日本のヴァイオリニスト。所属事務所はASPEN。神奈川県横浜市出身。夫はピアニストの若林顕。

## 経歴
桐朋学園大学を卒業。篠崎功子、J.ギンゴールド他に師事した。23歳で新日本フィルハーモニー交響楽団副コンサートマスターに就任する。在籍中の1995年、チェコ・フィルハーモニー室内合奏団と共にアントニオ・ヴィヴァルディの『四季』を収録。1997年、新日本フィルハーモニー交響楽団を退団し、ソリストでの活動を中心としていく。1998年、スウェーデンのマルメ歌劇場の客演コンサートマスターに定期的に招待されるようになる。また、2004年より2014年2月まで、読売日本交響楽団の客員コンサートマスターを務めた。2005年から2009年にかけてタイや中国にてリサイタルを行ったり、インドネシア、カンボジア、インド等、アジア各国の音楽祭に招かれたりしており、一部では無伴奏のリサイタルを行った。また、後進の育成にも力を入れており、ニュージーランド、インドネシア、中国など多くの国の国立音楽院などで度々室内楽のマスタークラスを行っている。2008年には、音楽と様々なアートによる「ビヨンド・ザ・ボーダー音楽祭」をプロデュースし、その後も不定期ながら継続して開催している。近年は夫でもあるピアニスト若林顕とのデュオを中心に活動し、コンサートやCDをリリースしている。2017年、コンサートイマジンからASPENへ移籍。

## ディスコグラフィー
- 理恵子の四季（1995年、チェコ・フィルハーモニー室内合奏団、Pony Canyon）
- 夏の夜の夢（1999年、ビクターエンタテインメント）
- from the orient（2002年、ビクターエンタテインメント）
- Winter Garden（2006年、WonderLand Records）
- Chopin Fantasy(2010年、tamayura)
- ブラームス　ヴァイオリン・ソナタ全集（2013年、若林顕、King international）
- シューベルティアーナ（2014年、若林顕、Octavia Records）
- モーツァルト　ヴァイオリン・ソナタ集Vol.1（2015年、若林顕、Octavia Records）

## プロデュース
- ビヨンド・ザ・ボーダー音楽祭（BTB音楽祭）
  - 第1回（2008年、横浜美術館）[3]
  - 第2回（2009年、横浜みなとみらいホール）[3]
  - 第3回（2010年、掛川市文化会館シオーネ）[3]
  - 第4回（2014年、横浜みなとみらいホール）[3]
  - 第5回（2016年、横浜みなとみらいホール）[2]